# Agapetus monticolus
Agapetus monticolus là một loài Trichoptera trong họ Glossosomatidae. Chúng phân bố ở miền Australasia.